# Magomedrasul Medžidov
Magomedrasul Medžidov (Ázerbájdžánsky Məhəmmədrəsul Yusub oğlu Məcidov) (* 27. září 1986 v Urxuçimaxi, SSSR) je Ázerbájdžánský profesionální boxer, nastupující v těžké váze. Je bronzovým medailistou z olympijských her 2012 v Londýně a mistrem světa z let 2011 (ve finále porazil na body Anthony Joshuu, mistrovství se konalo v Ázerbajždánu), 2013 (turnaj hostil Kazachstán, ve finále knockoutoval ve třetím kole domácího Ivana Dyčka) a 2017 (v Německu).
Je vysoký 190 cm. V roce 2019 debutoval mezi profesionály.

## Medaile z mezinárodních soutěží
- Olympijské hry – bronz 2012
- Mistrovství světa – zlato 2011, 2013 a 2017
- Mistrovství Evropy – zlato 2013
- Evropské hry – bronz 2015

## Profibilance
4 utkání – 3 vítězství (2× k. o.) – 1 porážka
| Výsledek | Bilance | Soupeř         | Typ výsledku | Kolo    | Datum      | Místo konání                                                                    |
| výhra    | 1-0     | Ed Fountain    | TKO          | 4. z 6  | 13.9.2019  | Madison Square Garden Theater, New York, Spojené státy americké                 |
| výhra    | 2-0     | Tom Little     | TKO          | 2. z 8  | 7.12.2019  | Diriyah Arena, Diríji, Saúdská Arábie                                           |
| výhra    | 3-0     | Sahret Delgado | TKO          | 3. z 8  | 27.11.2020 | Seminole Hard Rock Hotel and Casino, Hollywood, Florida, Spojené státy americké |
| porážka  | 3-1     | Andrej Fedosov | KO           | 1. z 10 | 17.4.2021  | Seminole Hard Rock Hotel and Casino, Hollywood, Florida, Spojené státy americké |